# 349-та фольксгренадерська дивізія (Третій Рейх)
349-та фольксгренадерська дивізія (Третій Рейх) (нім. 349. Volksgrenadier-Division) — піхотна дивізія народного ополчення (фольксгренадери) вермахту за часів Другої світової війни.

## Історія
349-та фольксгренадерська дивізія була створена 11 вересня 1944 року на території навчального центру Штаблак (нім. Truppenübungsplatz Stablack) I-го військового округу на основі формувань 567-ї фольксгренадерської дивізії під час проведення 32-ї хвилі мобілізації німецького вермахту на заміну знищеної 349-ї піхотної дивізії. Дивізія оборонялася на рубежах річки Нарва в центральній Польщі. Після розгрому у Вісло-Одерській операції відступала до Західної Пруссії, де її остаточно знищили в Гайлігенбайлському «мішку» радянські війська під час боїв у Західній Пруссії. Залишки частин передали на доукомплектування 21-ї піхотної дивізії. У квітні особовий склад дивізії (близько 250 осіб) передислокували до Рейху, де планувалося створення 349-ої піхотної дивізії II формування; втім наказ так і не був виконаний через поразку Німеччини у війні.

## Райони бойових дій
- Польща, Східна Пруссія (вересень 1944 — квітень 1945).

## Командування

### Командири
- генерал-майор Карл Кец (11 вересня 1944 — квітень 1945)

### Підпорядкованість
| Час      | Корпус        | Армія         | Група армій (округ)  | Штаб            |
| -------- | ------------- | ------------- | -------------------- | --------------- |
| 1944     |               |               |                      |                 |
| вересень | формування    | формування    | формування           | I ВО            |
| жовтень  | XXVI ак       | 4 А           | Група армій «Центр»  | Східна Пруссія  |
| листопад | XXVI ак       | 3 ТА          | Група армій «Центр»  | Східна Пруссія  |
| 1945     |               |               |                      |                 |
| січень   | XXVI ак       | 3 ТА          | Група армій «Центр»  | Ебенроде        |
| лютий    | XXVI ак       | 4 А           | Група армій «Північ» | Гайлігенбайль   |
| квітень  | розформування | розформування | розформування        | Західна Пруссія |

### Склад
| 1944                                   |
| -------------------------------------- |
| 911-й гренадерський полк               |
| 912-й гренадерський полк               |
| 913-й гренадерський полк               |
| 349-й артилерійський полк              |
| 349-й інженерний батальйон             |
| 349-та дивізійна фузілерна рота        |
| 349-й дивізійний батальйон зв'язку     |
| 349-те дивізійне управління постачання |